# Diamel
Der Diamel, im Unterlauf als Tiamala bekannt, ist ein linker südwestlicher Seitenarm des Senegal in den senegalesischen Regionen Matam und Saint-Louis.  Örtlich wird er auch mit Marigot de Diammél (vom franz. Marigot für Sumpf) bezeichnet.

## Geografie
Der Diamel zweigt zwischen der Regional- und Départementspräfektur Matam und dem stromabwärts benachbarten Dorf Diamel vom Hauptstrom ab. Circa 79 Kilometer weiter nordwestlich, bei dem nahe der Stadt Galoya Toucouleur gelegenen Dorf Ganguel ist der Diamel wieder mit dem Hauptstrom verbunden, und zwar über den Doué, der sich rund 800 Meter weiter nördlich seinerseits als Seitenarm vom Hauptstrom verzweigt hat.
In der Insellage zwischen Senegal und Diamel sind eine Reihe dörflicher Siedlungen zu finden. Ferner liegt hier als einzige städtische Siedlung die Kommune Nguidjilone. Sie begleitet das linksseitige Ufer des Hauptstroms. Am Festlandufer, linksseitig des Diamel, liegen die Städte Thilogne und Galoya Toucouleur.